# ワディム・マッソン
ワディム・ミハイロヴィチ・マッソン (ロシア語: Вадим Михайлович Массон、英語: Vadim Mikhailovich Masson、1929年5月3日 - 2010年2月19日) は、ウズベキスタンの考古学者。

## 経歴
1929年、サマルカンド生まれ。ウズベキスタン国立大学に入学し、中央アジアの考古学を教授であった父の指導の下で学び、1950年に卒業。1954年にロシア科学アカデミー物質文化研究所 (ロシア語: Институт истории материальной культуры Российской Академии наук) に学位論文を提出。その後、研究所の中央アジアとカフカス部門で働く。1962年に学位論文『中央アジアの古代（農業の発生からアレクサンダー大王遠征まで）』 (Древнейшее прошлое Средней Азии (от возникновения земледелия до похода Александра Македонского) ) を提出して博士号を取得。
1968年に物質文化研究所の中央アジアとカフカス部門の主任となる。

## 家族・親族
- 父：ミハイル・マッソンも考古学者。

## 著作
- V.マッソン『埋もれたシルクロード』加藤九祚訳、岩波書店（岩波新書 青版）, 1970、度々復刊
- CiNii(V. M. マッソン著作)